# ФОГ-2
ФОГ-2 (абр. Фугасний вогнемет, рос. Фугасный огнемёт ) — радянський фугасний вогнемет, призначений для ураження живої сили і техніки противника палаючою вогневою сумішшю.

## Історія
Науково-дослідна та конструкторська робота по вдосконаленню фугасних вогнеметів привела до створення в 1941 році фугасного вогнемета ФОГ-1. «Група працівників 10-го відділу Державного Союзного конструкторського бюро № 47 під керівництвом Новікова розробила ряд нових, досить ефективних зразків озброєння, до цих зразків відносяться: ФОГ...». Він був зброєю одноразової дії і представляв собою циліндричний балон з напрямних брандспойтом. Через нього під тиском порохових газів викидалася горюча суміш, яка на виході підпалювалась. В 1943 році з'явився модернізований фугасний вогнемет ФОГ-2. Його за рахунок укороченого брандспойта можна було переміщати на місцевості під вогнем ворога. Фугасні вогнемети були важче ранцевих, маса не спорядженого ФОГ-2 становила 31 кг (ФОГ-1 важив 33 кг), але при загальній масі в 52 кг дальність вогнеметання збільшувалася до 110 м. За роки війни було випущено близько 15000 фугасних вогнеметів ФОГ-2. Вони широко застосовувалися на всіх фронтах аж до кінця війни.

## Характеристики
- Маса спорядженого вогнемета — 32 кг
- Маса однієї зарядки вогнемета — 20 кг
- Кількість пострілів — 1
- Дальність вогнеметання — 100 м
- Зона ураження з пятисопловою головкою:

рідкою вогняною сумішшю — коло радіусом 90-100 м
в'язкою вогняною сумішшю — коло радіусом 45-50 м
- Дальність ураження з односоплової трубки:

рідкої вогняної суміші— 59-60 м
в'язкої вогняної суміші — 130-140 м.